# AP3B1
AP3B1‏ (Adaptor related protein complex 3 subunit beta 1) هوَ بروتين يُشَفر بواسطة جين AP3B1 في الإنسان.

## الوظيفة
يشفر هذا الجين بروتينًا قد يلعب دورًا في تكوين العضيات المرتبطة بالميلانوزومات والحبيبات الكثيفة الصفائح الدموية والليزوزومات. البروتين المشفر هو جزء من مركب بروتين AP-3 رباعي الترابط الذي يتفاعل مع بروتين السقالة الكلاثرين. ترتبط الطفرات في هذا الجين بمتلازمة هيرمانسكي-بودلاك من النوع 2.

## التفاعلات
لقد ثبت أن AP3B1 يتفاعل مع AP3S2.